# Jean Seberg
Jean Dorothy Seberg (Marshalltown, Iowa, 1938. november 13. – Párizs, Franciaország, 1979. augusztus 30.) amerikai színésznő.

## Pályafutása
Seberg Marshalltownban született 1938. november 13-án egy helyettesítő tanár és egy patikus gyermekeként. Családja evangélikus volt és svéd származású.
34 filmben, mint például a Kifulladásig és a Jó reggelt, búbánat! játszott többnyire fontos vagy főszerepet Hollywood és Európa között ingázva. Életének egy jelentős részét Franciaországban töltötte. Viharos életéről és megkérdőjelezhető öngyilkosságáról szól a Jean Seberg című musical és a Jean Seberg: American Actress című dokumentumfilm.
Négyszer kötött házasságot, egy ízben érvénytelenül. Második házastársa Romain Gary regényíró, filmrendező, II. világháborús pilóta, fordító, diplomata volt.
A radikális Fekete Párducok afro-amerikai polgárjogi mozgalom aktivistája volt, és ezért az FBI megfigyelése alatt tartotta. 1970-ben 7. hónapban volt terhes gyermekével, amikor az FBI alaptalan gyanúsítgatásainak feszültségében olyan sok altatót vett be, hogy  elvetélt. Ennek évfordulóin újra meg újra megpróbált öngyilkosságot elkövetni, míg 1979-ben egy autóban olyan mennyiségű alkohollal és kábítószerrel a vérében találták holtan, ami lehetetlenné teszi, hogy az autót ő vezette volna. 
Romain Gary, akitől már 1970-ben elvált, egy évvel később öngyilkos lett.

## Filmjei
- 1957: Szent Johanna (Saint Joan) … Jeanne d′Arc
- 1958: Jó reggelt, búbánat! (Bonjour Tristesse) … Cecile
- 1959: Az ordító egér (The Mouse That Roared) … Helen
- 1960: Kifulladásig (Á bout de souffle) … Patricia Franchini
- 1964: Az aranycsempész (Échappement libre) … Olga Celan
- 1964: Őrülten szerelmes (Lilith) … Lilith Arthur
- 1965: Egy milliárd a biliárdasztalban (Un milliard dans un billard) … Bettina Ralton
- 1966: Hosszú az út Gibraltárig ( La ligne de démarcation) … Marie de Damville grófnő
- 1969: Fesd át a kocsidat! (Paint Your Wagon) … Elizabeth
- 1969: Pendulum … Adele Matthews
- 1970: Airport … Tanya Livingston
- 1972: Egy különös szerelem (Questa specie d’amore) … Giovanna
- 1972: A merénylők (L’attentat) … Edith Lemoine
- 1976: Vadkacsa (Die Wildente) …  Gina Ekdal

## Fordítás
- Ez a szócikk részben vagy egészben  a   Jean Seberg című angol Wikipédia-szócikk fordításán alapul.  Az eredeti cikk szerkesztőit annak laptörténete sorolja fel. Ez a jelzés csupán a megfogalmazás eredetét és a szerzői jogokat jelzi, nem szolgál a cikkben szereplő információk forrásmegjelöléseként.